# بيتر شارب (سياسي)
بيتر شارب (بالإنجليزية: Peter Sharpe)‏ هو سياسي أمريكي، ولد في 10 ديسمبر 1777 في نيويورك في الولايات المتحدة، وتوفي في 3 أغسطس 1842 في بروكلين في الولايات المتحدة. انتخب عضو مجلس النواب الأمريكي.